# Jorge Eliécer Gaitán

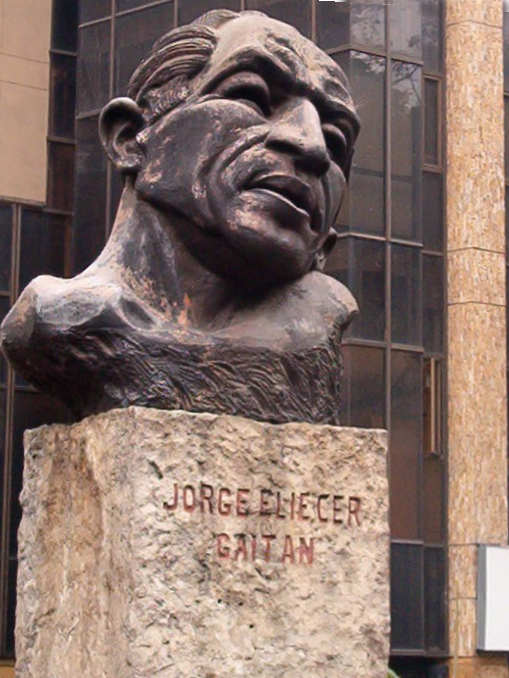
Büste Gaitáns in Medellín

Jorge Eliécer Gaitán (* 23. Januar 1903 in Cucunubá Cundinamarca; † 9. April 1948 in Bogotá) war ein kolumbianischer sozialistischer Politiker und Anwalt. Seine Ermordung stürzte Kolumbien in die tiefste Krise seiner Geschichte. Auf die teilweise Zerstörung der Hauptstadt Bogotá durch Anhänger Gaitáns, den so genannten bogotazo, folgte ein bis 1958 andauernder Bürgerkrieg, die so genannte Violencia.

## Aufstieg
Bevor der aus der Mittelschicht stammende Gaitán die politische Bühne betrat, konnte er bereits auf eine Karriere als Akademiker und Anwalt zurückblicken. Nach dem Studium der Rechts- und Politikwissenschaften an der Nationaluniversität in Bogotá promovierte er von 1926 bis 1928 im Fachbereich Rechtswissenschaften an der Sapienza in Rom. Danach unterrichtete er in Bogotá als Jura-Professor an der Nationaluniversität sowie an der Universidad Libre.
Anschließend wurde er als Kongressabgeordneter der Liberalen Partei bekannt, der sich besonders für eine gerechtere Landverteilung einsetzte. Als Bürgermeister von Bogotá (1936), Kulturminister (1940–1942) und Arbeitsminister (1943/44) war er für eine Serie wichtiger sozialer Reformen verantwortlich. Von besonderer Bedeutung in dieser Zeit war seine groß angelegte Alphabetisierungskampagne.
Gaitáns anti-oligarchischer Diskurs, der sowohl mit nationalistischen als auch mit sozialistischen Elementen angereichert war, rief in zunehmendem Maße den Unmut der Führungsriege der Liberalen Partei hervor. So kam es, dass die Parteispitze für die Präsidentschaftswahlen von 1946 den eher gemäßigten und linientreuen Kandidaten Gabriel Turbay aufstellte. Der bei den Volksmassen populärere Gaitán widersetzte sich dieser Entscheidung, indem er sich als Gegenkandidat positionierte. Nur aufgrund der daraus resultierenden Zersplitterung der Liberalen gelangten die Konservativen nach mehr als 16 Jahren an die Macht.
Aufgrund seiner ungeheuren Popularität im Volk gelang es Gaitán in der Folgezeit, die Liberale Partei unter seiner Führung zu einen. Bei den Kongresswahlen von 1947 erlangten seine Anhänger die Mehrheit in beiden Kammern, und am 24. Oktober proklamierten ihn die Liberalen dann endgültig zum „alleinigen Vorsitzenden“ (jefe único). Für die Präsidentschaftswahlen des Jahres 1950 galt er somit als aussichtsreichster Kandidat.

## Ideologie
Die Hauptachse seines politischen Diskurses bildete die manichäische Unterscheidung zwischen dem „politischen“ und dem „nationalen Land“ (país político / país nacional). Ihm zufolge befand sich das „politische“ Kolumbien im Würgegriff oligarchischer Partikularinteressen und stand kurz davor, an den internen Streitigkeiten der korrupten Machteliten zugrunde zu gehen. Das „nationale“ Kolumbien hingegen, das heißt die Masse der einfachen Bürger, sei von der Oligarchie vernachlässigt worden. Es sei daher die Aufgabe der Politik, einen Ausgleich zwischen den Klassen herzustellen und die sozioökonomischen Bedingungen der einfachen Menschen zu verbessern.
In der Geschichtsschreibung herrscht indes Uneinigkeit bezüglich der wahren politischen Intentionen Gaitáns. Vor allem seine Vorstellung vom „nationalen Land“ ist in jüngster Zeit kritisiert worden. So weisen verschiedene Quellen darauf hin, dass er den „unzivilisierten“ Massen insgeheim ablehnend gegenüberstand. Von anderer Seite ist Gaitán hingegen zum mythischen „Mann des Volkes“ erhoben worden, der sowohl liberale als auch konservative Tugenden repräsentiert habe.

## Ermordung
Da die unteren Schichten trotz eines beginnenden Wirtschaftsbooms gegen Ende der 1940er Jahre keine Verbesserung ihrer materiellen Lebensbedingungen erfuhren und auch vom politischen Prozess ausgeschlossen waren, gewann Gaitáns Diskurs an sozialer Sprengkraft. Im Jahre 1948 herrschte bereits ein allgemeines Klima der Unruhe. In einigen Landesteilen war die öffentliche Ordnung schon seit 1946 zusammengebrochen.
Gaitán machte sich diese explosive Situation zunutze und rief zu gewaltigen Protestmärschen gegen die Regierung auf. Einige dieser Versammlungen, wie der „Marsch des Schweigens“ oder der „Marsch der Fackeln“, sind der Bevölkerung Bogotás bis heute im Gedächtnis geblieben. Im Januar 1948 präsentierte er der Öffentlichkeit schließlich eine Anklageschrift, in der er die staatliche Repression sowie die besondere Schuld einiger Minister anprangerte.
Am Mittag des 9. April 1948, als er gerade seine Anwaltskanzlei im Zentrum Bogotás verlassen hatte, fiel Gaitán den Schüssen des geistig verwirrten Juan Roa Sierra zum Opfer. Sofort stürzte sich eine Menschenmenge auf den Attentäter und lynchte ihn. Anschließend verbreitete sich die Nachricht vom Tod Gaitáns wie ein Lauffeuer durch die Stadt. In kürzester Zeit sammelten sich die Anhänger des liberalen Führers, um ihrem Zorn freien Lauf zu lassen. Da Gaitáns Attentäter seine Motive nicht mehr preisgeben konnte, ist der Hintergrund des Mordes bis heute ungeklärt.

## Bogotazo
Für die meisten Anhänger Gaitáns bestand kein Zweifel daran, dass die Konservativen für die Ermordung ihres Führers verantwortlich waren. Aus diesem Grund wurde der Präsidentenpalast, in dem sich der konservative Machthaber Mariano Ospina Pérez mit seiner Familie verschanzt hatte, am 9. April 1948 zum primären Angriffsziel der Gaitanistas. Während sich einige Anhänger des Ermordeten Straßenschlachten mit der Polizei lieferten, zerstörten andere Gebäude, die sie für Symbole der Konservativen oder der Oligarchie hielten. Mehr und mehr artete die Situation zu einem Kampf aller gegen alle aus.
Zahlreiche Soldaten und Polizisten waren bald auf die Seite der Liberalen gewechselt. Aus diesem Grund wurden regierungstreue „Spezialpolizisten“ aus der Provinz Boyacá, die so genannten chulavitas, nach Bogotá beordert. Die anfänglichen Schießereien steigerten sich im Laufe des Tages zu einem unkontrollierten Blutvergießen. Im gesamten Zentrum von Bogotá, das fast vollständig in Flammen aufging, kam es zu Plünderungen, Mord und Totschlag. Schätzungen zufolge kostete der bogotazo mehr als 3000 Menschenleben. Während des sich anschließenden Bürgerkriegs zwischen Liberalen und Konservativen, der so genannten Violencia, verloren mehr als 200.000 Menschen ihr Leben.

## Kultur
- In Bogotá ist das städtische Theater, das Teatro Jorge Eliecer Gaitán nach ihm benannt.
- Der kolumbianische Schriftsteller Juan Gabriel Vásquez nutzte den Mord an Jorge Eliécer Gaitán als Ausgangspunkt für seinen 2015 veröffentlichten Roman La forma de las ruinas (dt. Titel: Die Gestalt der Ruinen).